# Gushi (volk)

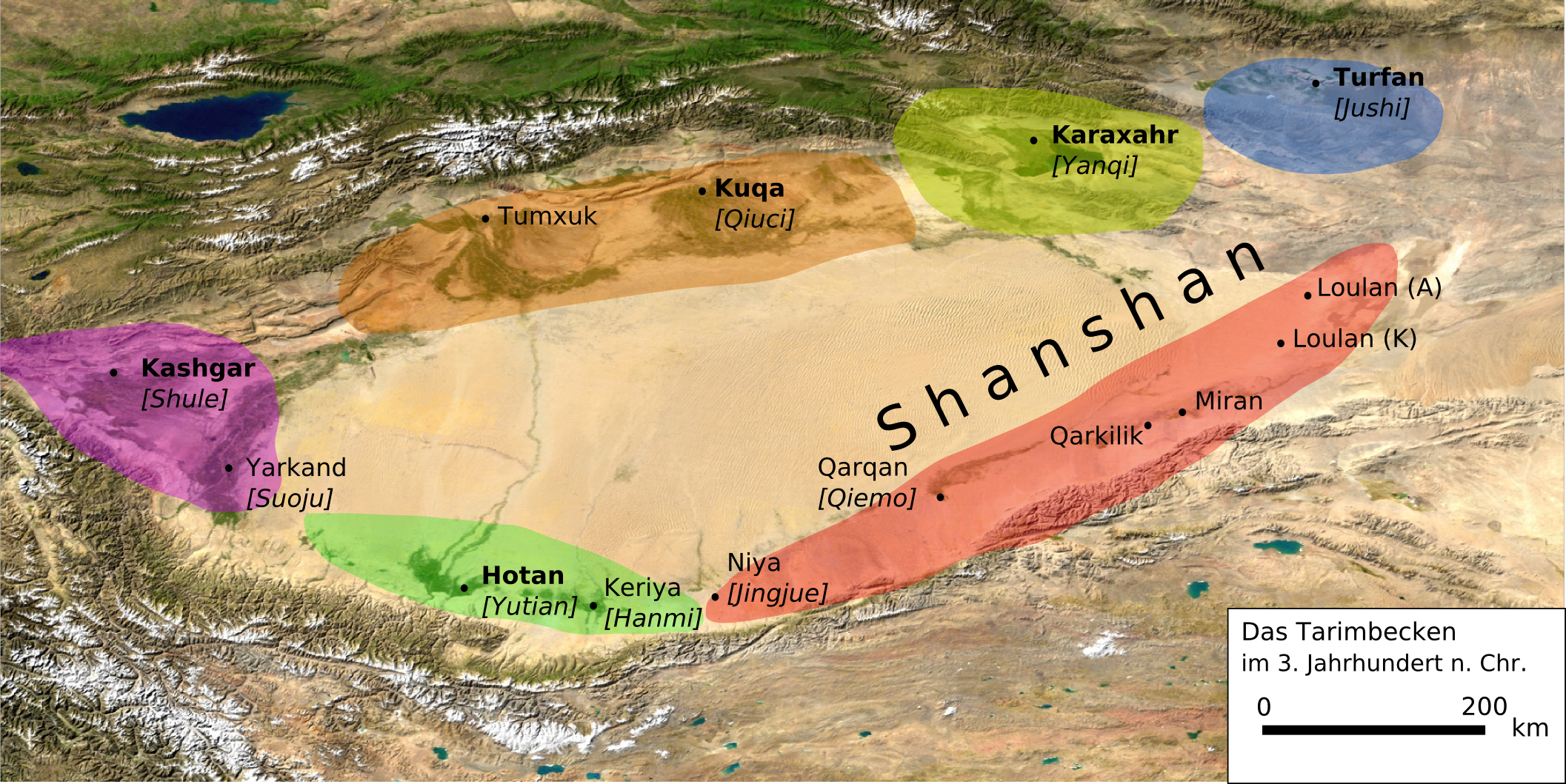
Gushi

De Gushi (Chinees: 姑 师 文化; pinyin: Gushi Wenhua) of Jushi (Chinees: 车 师 文化; pinyin: Jushi Wenhua), waren een oud volk rond de Turpanlaagte in de huidige regio Sinkiang van China. Ze waren mogelijk verwant met de Yuezhi en spraken het Tochaars A ofwel Turfaans.

## Historische verslagen

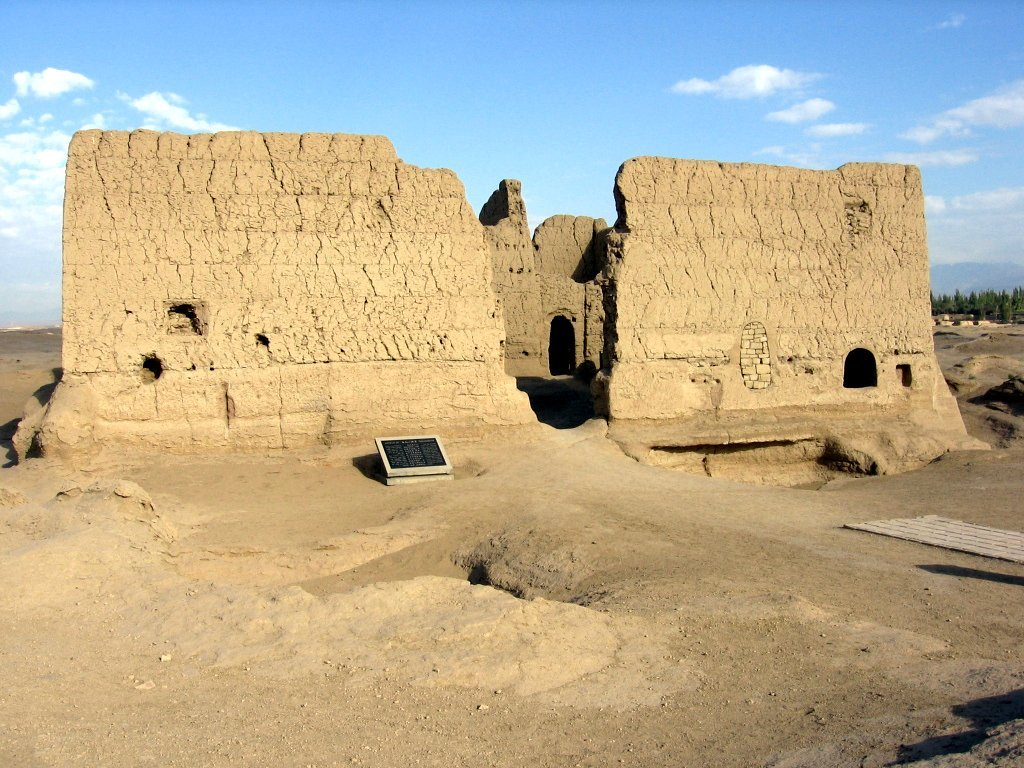
Ruïnes van Jiaohe, de hoofdstad van de Gushi nabij Turpan

Het gebied rond het Aydingkol-meer wordt genoemd als het grondgebied van de Gushi. Volgens historische verslagen leefden de mensen in tenten, volgden het gras en water, en hadden veel kennis van de landbouw. Ze bezaten runderen, paarden, kamelen, schapen en geiten en waren bedreven met pijl-en-boog. In het reisverslag van Zhang Qian worden de Gushi samen met Kroraina vermeld, waarschijnlijk omdat beiden onder de controle van de Xiongnu stonden. Na de Slag om Jushi (rond 60 v.Chr.) kwam Gushi onder Han-Chinese heerschappij. Na die tijd werd het bekend als Jushi.
Jushi viel uiteen in twee koninkrijken, Nabije Jushi (Turpan) en Verdere Jushi (Jimisar).

## Archeologie
De Gushi zijn waarschijnlijk ontstaan uit de Subeixicultuur. Bij Yanghai in de Tuyoq-vallei is een enorme oude begraafplaats (54.000 m²) gevonden die toegeschreven wordt aan deze cultuur.
Het bekendst is het 2.700-jaar oude graf van een ruim twee meter lange Europide man met lichte haren en ogen, waarschijnlijk een sjamaan. Aan zijn hoofd en voeten lagen een grote lederen mand en een houten kom, gevuld met 789g hennep, door de extreem droge omstandigheden en alkalische grond uitstekend bewaard gebleven. Het werd aangetoond dat dit materiaal tetrahydrocannabinol, het psychoactieve bestanddeel van cannabis, bevatte.
De hennep werd vermoedelijk bij deze cultuur geteeld als medicinale of psychoactieve stof of als hulpmiddel voor waarzeggerij, in plaats van als vezel voor kleding of als voedsel. Dit is het oudste bewijs van het gebruik van cannabis als een farmacologisch actieve stof.